# Stephen Moorbath
Stephen Erwin Moorbath FRS (Magdeburgo, 9 de maio de 1929 – 16 de outubro de 2016) foi um geocronologista britânico. Montou (1956–58) e depois dirigiu o Geological Age and Isotope Research Group na Universidade de Oxford, antes de aposentar-se.

## Prêmios e honrarias
Moorbath foi eleito Membro da Royal Society (FRS) em 1977. Recebeu a Medalha Murchison de 1978 da Sociedade Geológica de Londres.